# آرثر واتس (سياسي)
آرثر واتس هو سياسي أسترالي، ولد في 26 مايو 1897 في لندن في المملكة المتحدة، وتوفي في 8 يونيو 1970 في Dalkeith, Western Australia ‏ في أستراليا. نشط حزبياً في Western Australian National Party ‏. وقد انتخب عضو الجمعية التشريعية لأستراليا الغربية ‏.